# Ирина Палеологина (дъщеря на Йоан V Палеолог)
Ирина Палеологина (на гръцки: Εἰρήνη Παλαιολογίνα, родена през 1349 г.) е византийска принцеса от XIV век – дъщеря на винзантийския император Йоан V Палеолог и на императрица Елена Кантакузина.
През 1352 баща ѝ и майка ѝ заминават за Тракия, за да поемат управлението на тамошните градове, преотстъпени им от дядо ѝ Йоан VI Кантакузин. Ирина обаче остава в столицата, където баща ѝ поверил отглеждането и възпитанието на дъщеря си на баба ѝ – императрица Ирина Асенина, която се грижи за нея до завръщането на родителите ѝ. През 1358 г. десетгодишната Ирина е сгодена за Шахзаде Халил – османски принц, син на султан Орхан I. Годеникът на Ирина бил и неин първи братовчед, тъй като майка му Теодора Кантакузина е леля по майчина линия на Ирина като сестра на императрица Елена Кантакузина. През 1357 османският принц е отвлечен от генуезки пирати и след дълги опити да бъде освободен с помощта на брата на Ирина – Андроник VI Палеолог, той е освободен срещу голям откуп през 1359 г. Според някои малко след това Ирина се омъжила за Халил и успяла да му роди двама сина, преди той самият да бъде убит от брат си Мурад I през 1362 г. През 1372 г. пък ръката на Ирина е предложена от византийците на кипърския крал Пиер II дьо Лузинян, но предложението било отхвърлено от кипъриотите. Повече данни за живота на принцесата няма.

### Цитирана литература
- ((en)) Nicol, Donald MacGillivray (1968). The Byzantine family of Kantakouzenos (Cantacuzenus) ca. 1100–1460: A Genealogical and Prosopographical Study, Dumbarton Oaks studies 11. Washington, District of Columbia: Dumbarton Oaks Center for Byzantine Studies, https://books.google.com/books?id=HqdBAAAAIAAJ
- ((en)) Nicol, Donald MacGillivray (1993). The Last Centuries of Byzantium. Cambridge: University Press, ISBN 0521439914, https://books.google.ru/books?id=y2d6OHLqwEsC
- ((en)) Nicol, Donald MacGillivray (1996). The Reluctant Emperor: A Biography of John Cantacuzene, Byzantine Emperor and Monk, c. 1295–1383. Cambridge University Press, ISBN 978-0-521-52201-4, https://books.google.com/books?id=7bXGTfK_ogAC
- ((tr)) İnalcık, Halil (2010). Kuruluş Dönemi Osmanlı Sultanları. İstanbul: İsam, ISBN 978-605-55-8606-5
- ((en)) Peirce, Leslie P. (1993). The Imperial Harem: Women and Sovereignty in the Ottoman Empire. Oxford: Oxford University Press, ISBN 9780195086775, https://books.google.ru/books?id=L6-VRgVzRcUC
- Jorga, Nicolae (2005). Osmanlı İmparatorluğu tarihi, vol I, trans: Nilüfer Epçeli. Yeditepe Yayınları, ISBN 975-6480-18-1
- ((de)) Trapp, Erich; Beyer, Hans-Veit; Walther, Rainer et al. (2001) [1976–1996]. 21352 <Παλαιολογίνα> Εἰρήνη. – Prosopographisches Lexikon der Palaiologenzeit, CD-ROM. Wien: Verlag der Österreichischen Akademie der Wissenschaften, ISBN 3-7001-3003-1, https://archive.org/details/ErichTrappProsopographischesLexikonDerPALAIOLOGENZEIT/page/n3859/mode/1up?view=theater